# 갑현역
갑현역(Gaphyeon station, 甲峴驛)은 경상북도 영천시 신녕면 화남리에 위치한 중앙선의 철도역이다.
갑현역은 중앙선 청량리역 기점 322.6km이며, 개업 당시부터 신호장으로 개업했으며 여객 열차는 정차하지 않는다. 2024년 12월 20일에 도담 - 영천 구간이 완공되면서 폐역되었다.

## 위치 및 역명 유래
갑현역은 팔공산 뒷자락 음지(陰地)부락에 숨겨져 있는, 갑티(갑령, 甲嶺)의 고개 밑에 있는 마을이라는 의미인 갑현에서 유래했다.

## 연혁
- 1978년 1월 1일 : 신호장으로 영업 개시[1]
- 2005년 4월 1일 : 무인 신호장으로 명칭 변경
- 2024년 9월 27일 : 폐역 고시[2]
- 2024년 12월 20일 : 폐역

## 사진

역 건물
역 구내 (봉림역 방향)
역 구내 (신녕역 방향)